# یولیا یگر
یولیا یگر (آلمانی: Julia Jäger؛ زادهٔ ۲۸ ژانویهٔ ۱۹۷۰) هنرپیشه اهل آلمان است.
وی برنده جایزه بهترین بازیگر زن در جشنواره بین‌المللی فیلم قاهره در سال ۱۹۹۶ و جایزه گریمه در سال ۲۰۰۴ شده‌است.